# Грудинский, Пётр Феофилович
Пётр Феофи́лович Груди́нский (1878 — 1930) — член II Государственной думы от Минской губернии, волостной писарь. С 1921 года — священник православной церкви, репрессирован, канонизирован как священномученик.
Памятование: 7 июля (переходящая) — Собор Белорусских святых, 9 февраля (переходящая) — Собор новомучеников и исповедников Церкви Русской, 23 февраля.

## Биография
Православный, из мещан. Отец был арендатором на церковной земле. В детстве Пётр любил петь в церковном хоре, помогал отцу в ведении крестьянского хозяйства.
Окончил Глусскую народную школу и Глусское уездное училище. Служил волостным писарем села Городок Бобруйского уезда, занимался земледелием (20 десятин надельной и приобретённой земли).
В феврале 1907 года был избран членом II Государственной думы от Минской губернии. Входил в группу беспартийных. Состоял членом комиссий: по запросам и о местном суде. Выступал по аграрному вопросу. После Февральской революции участвовал в работе Государственного совещания в Москве.
В 1921 году был рукоположён в священники к церкви святителя Николая Чудотворца в селе Тимковичи Слуцкого уезда (затем — Копыльского района Минской области). 13 января 1930 года арестован по обвинению по статье 76 Уголовного кодекса Белорусской ССР (антисоветская агитация). В постановлении на арест говорилось: «…имелись сведения, что поп Тимковичской церкви Грудинский Пётр, бывший член Госдумы, имел связь с бывшими чиновниками и через них проводил антисоветскую агитацию». В следственном деле сохранилась переписка отца Петра с женой. В одном из писем она просила мужа сложить сан, однако он отказался. 23 февраля 1930 года приговорён тройкой при ПП ОГПУ СССР по Минской области к расстрелу.
28 апреля 1989 года реабилитирован Прокуратурой Белорусской ССР.
28 октября 1999 года канонизирован как священномученик Святым синодом Белорусской православной церкви, а 20 августа 2000 года — и Архиерейским собором Русской православной церкви, по представлению Белорусского экзархата.

## Семья
- Жена (с 1906 года) — Ирина[3].

### Рекомендуемые источники
- Кривонос Феодор, свящ. Синодик за веру и Церковь Христову пострадавших в Минской епархии (1918—1951 гг.). — Киевец, 1996. — С. 47.
- Деяние Юбилейного Освященного Аpхиерейского Собора Русской Православной Церкви о соборном прославлении новомучеников и исповедников Российских XX века. Москва, 12—16 августа 2000 г.
- Архив официального сайта Московского Патриархата. Канонизация Белорусских новомучеников. (недоступная ссылка)